# 父親節 (異世奇人)
〈父親節〉（英語：Father's Day）是英國科幻劇《異世奇人》中的一集，初次播放於2005年5月14日。博士帶Rose回到1987年目睹她父親的死亡，但當她防止死亡發生時，怪物「閻羅王」（Reaper）開始在地球上撒野。
這集標志著肖恩·丁沃爾扮演的羅斯·泰勒之父彼得的首次出現，他將繼續在2006年劇集中扮演平行世界中的彼得。

## 故事情節
這集以一個倒敘片段開始：Jackie向年輕時的Rose講述父親Pete，死於1987年11月7日，他們的朋友Stuart Hoskins結婚Sarah Clarke的那一天。她告訴Rose，Pete在被一輛肇事逃逸的司機撞死之後沒人在旁邊。
在現在的TARDIS上，Rose請求回到她父親死的那天，這樣當災難發生時她就可以在那附近。博士同意了。他們看到，剛剛下車的Pete被肇事逃逸的司機撞上了。Rose在博士告訴她前去時動不了了，Pete馬上就死了。Rose平靜之後，詢問博士能不能用時間機器再來一次。博士不理智地允許它，但警告Rose在他們以前的自己離開之前不要跑，以避免悖論出現。當這個事故發生時，Rose跑過去推開了Pete，救了他的命，但導致了以前自己的突然消失。博士生氣地警告了Rose關於破壞時間線，但Rose忽略了它，認為Pete只是一個普通人。當Rose與Pete去參加婚禮，博士沖回TARDIS，發現現在只是一個空殼並意識到有些東西出錯了。在別的地方，奇怪的飛獸出現並開始毀滅人。
當Rose和Pete開車到婚禮，Rose觀察到了奇怪的時代錯亂現象，如2002年釋出的歌曲"Don't Mug Yourself"在Pete的收音機中播放，陳述「Watson, come here, I need you.」的不明語音信息。在教堂，撞上Pete的同一輛車重現並快要把他撞倒，但他躲開了它，那輛車再次消失。當他們與客人聊天，包括抱著嬰兒Rose的Jackie，小Mickey Smith跑到聚會，警告說他的朋友都被閻羅王帶走了。於此同時，博士來到教堂警告每個人進去，此時一個飛行閻羅王出現並襲擊了聚會。倖存者在教堂里安全後，博士向Rose解釋，她的行為導致了一個時間悖論，如果Time Lord還存在，可以修理它；否則，猶如細菌的飛行生物通過毀滅其中的一切來修補時間的傷口。他們說話時，TARDIS的鑰匙開始發光發熱，Doctor意識到它可以
正當他們等待TARDIS完全出現，Pete聽到了博士與Rose的談話，意識到Rose是自己的女兒。當他接近她並詢問自己是個多好的爸爸時，Rose不能如實回答。Jackie看到Pete與Rose談話，相信Pete是私通了，但為了證明Rose真的是他們的女兒，他把嬰兒Rose推到Rose的肩膀。正如博士警告的，這導致了一場謬論，使得一個閻羅王在教堂里出現。這里最老的博士，當閻羅王沖入人群時獻出了自己，導致虛弱無力的TARDIS圖像消失，TARDIS鑰匙也涼了。正當人群一輪下一步怎麼做，Pete看到差點軋過他的同一輛車一次次地出現和消失。他開始意識到，他命中註定要被那輛車撞死，並決心讓自己死以修復時間線。他感人情緒激動地向Jackie和Rose告別，之後跑出去在汽車下次出現面對那輛車。Pete被那輛車撞死，但同時，時間線恢復了：一切被閻羅王毀滅的重現了，包括博士和其他人，被Rose和Pete所救，將不再記得此事。Rose跑到了Pete那裡，安靜地陪伴他，知道他死亡。Rose回到了博士那裡，兩人並肩走回恢復的TARDIS。
這集以一個與開頭類似的倒敘片段結束：Jackie向小Rose解釋Pete沒有獨自死去——一個女孩陪著他直到氣絕。之後Rose稱贊父親Pete Tyler：「世界上最好的人」。

## 前後鏈接
- 繼續這季的「惡狼」主題，Pete應該死地的一個狂歡晚會廣告的海報的開頭被「惡狼」（"Bad Wolf"）覆蓋。(參見Story arcs in Doctor Who.)
- 儘管沒有在節目中被叫出名字，這種生物在公開材料中被稱做閻羅王（Reaper）。他們很像Chronovore（第一次出現於The Time Monster）作為描繪在Paul Cornell的《神秘博士》新冒險小說No Future、第八任博士為Big Finish Productions的首季音頻冒險和Neil Penswick寫的新冒險小說The Pit中的Hunter。
- 儘管沒有在螢幕中被叫出名字，撞死Pete汽車的司機在拍攝劇本中被叫做Matt。[1]
- 當一個閻羅王要毀滅Sarah Clarke，她刺耳地尖叫，並且轉而攻擊牧師。後勤方面，這集在閻羅王動作上面並沒有準備妥當。拍攝劇本上，牧師擋住了閻羅王的路讓Sarah和Stuart進到教堂里，但這並沒有螢幕中出現。[1]
- Rose說Pete不將帶來"第三次世界大戰"。博士告訴嬰兒Rose她將不會帶來"世界末日"。兩者都是這季早些時候的標題。
- 年輕Mickey跑到Rose並抱住她的腰，成年Mickey也在《Rose》中因不想讓他離開用同樣方式抱她的肩膀。
- 一個可能的一致性錯誤是，嬰兒Rose是藍眼睛，年輕Rose是綠眼睛，成年Rose是黃眼睛。然而，一個嬰兒的眼睛隨著時間發展從藍（到綠）到藍黑色素並不少見。[2]
- Rose在"The Parting of the Ways"快要結束時告訴Jackie，她「遇到父親」，自己是在Pete死時握住他手的那個女孩。
- 儘管他在這集中死亡，Pete Tyler在第二季Rise of the Cybermen這集中（在平行世界）歸來。

### 改變歷史
- 當博士和Rose當Pete被撞時看到未來的自己，他們消失了，但在The Five Doctors中這沒有發生到博士身上。[3]在早期節目The Five Doctors和The Three Doctors中可以避免可能是因為時間領主們說他們在使用一種巨大的能量允許所有博士在同一時間和空間一起協作。[3][4]在這集中，博士提到了自己的人可以控制悖論的結果，但沒有他們就不能被控制。

## 獎項
- 這幾獲得了2006年雨果最佳戲劇短片獎提名；下兩集《戰火孤雛》和《博士之舞》獲勝。《父親節》在這個分類中投票數第三。[5]

## 外部連結
- TARDIS Data Core上的相关条目： Father's Day
- "Father's Day" 在 BBC《異世奇人》的主頁
- "Father's Day" 在 異世奇人: 時間（旅行）簡史
- "Father's Day" 在 異世奇人參考導覽
- "Father's Day"  在 Outpost Gallifrey
- 異世奇人解密 （页面存档备份，存于） — 第八集：時間擾亂
- "Be careful what you wish for." （页面存档备份，存于） — 《父親節》試看
- 互联网电影数据库上父親節的资料（英文）

### 評論
- "Father's Day"  評論 在 Outpost Gallifrey
- "Father's Day"  評論 在異世奇人評分導覽